# Okręg Péronne
Okręg Péronne (fr. Arrondissement de Péronne) – okręg w północno-wschodniej Francji. Populacja wynosi 78 900.

## Podział administracyjny
W skład okręgu wchodzą następujące kantony:
- Albert,
- Bray-sur-Somme,
- Chaulnes,
- Combles,
- Ham,
- Nesle,
- Péronne,
- Roisel.